# Flughafen Abdul Rachman Saleh

i8
i11
i13
Der Flughafen Abdul Rachman Saleh (indonesisch: Bandar Udara Abdulrachman Saleh, IATA-Code: MLG, ICAO-Code: WARA) ist ein Inlandsflughafen in der indonesischen Großstadt Malang in Jawa Timur. Er liegt 17 km östlich vom Stadtzentrum Malangs entfernt. Anders als die Flughäfen in anderen Städten Indonesiens wird der Flughafen Abdul Rachman Saleh nicht von der staatlichen Flughafenverwaltung Angkasa Pura, sondern von der Provinz Jawa Timur betrieben. Deshalb dient der Flughafen auch als Luftstützpunkt für die indonesischen Luftstreitkräfte. Benannt ist der nach dem Piloten und Nationalhelden Indonesiens Abdul Rahman Saleh.

## Geschichte
Der Flughafen wurde von 1937 bis 1940 unter dem Namen Pangkalan Udara Bugis von der niederländischen Kolonialregierung als Luftwaffenstützpunkt gebaut. Im selben Zeitraum wurden auch weitere niederländischen Luftwaffenstützpunkte auf der Insel Jawa errichtet, die heute als Verkehrsflughäfen dienen: der Flughafen Iswahyudi in Madiun, der internationale Flughafen Adi Sumarmo in Solo und der Internationale Flughafen Adi Sucipto in Yogyakarta. Der Standort Malang wurde wegen der geografischen Lage von der niederländischen Kolonialregierung ausgewählt. Umringt von mehreren Bergen stellte er einen günstigen Luftwaffenstützpunkt dar. Im Osten befinden sich der 3.676 m hohe Semeru und der 2.329 m hohe Bromo, im Norden liegt der 3.339 m hohe Arjuno und im Westen sind der 2.551 m hohe Kawi und der 2.045 m hohe Panderman.
Am 17. August 1952 wurde der Flughafen zu Ehren des Nationalhelden Abdul Rahman Saleh in Bandar Udara Abdulrachman Saleh umbenannt. Abdul Rahman Saleh, ein javanischer Pilot und Psychologe, wurde während des Indonesischen Unabhängigkeitskrieges von den Niederländern in der Nähe von Yogyakarta abgeschossen. Der Flughafen war ursprünglich nur als Militärflughafen gedacht gewesen, wurde aber 1994 auch für den kommerziellen Flugverkehr freigegeben. Der erste kommerzielle Flug war ein Merpati-Nusantara-Airlines-Flug mit einer Fokker 28. Aufgrund geringer Passagierzahlen und regelmäßiger Verspätungen wurde der kommerzielle Linienflugbetrieb am 16. Juni 1997 pausiert. Erst im Jahr 2005 begann der Flughafen Abdul Rahman Saleh wieder, Linienflüge aufzunehmen.
Teilten sich zu Beginn noch die Luftwaffe und die zivilen Passagiere ein Flughafenterminal, wurde am 30. Dezember 2011 ein neues Terminal für den zivilen Flugverkehr eröffnet.

## Einrichtungen
Der Flughafen Abdul Rahman Saleh verfügt über zwei Start- und Landebahnen. Die erste Landebahn ist mit 2.500 m Länge. für die größeren Flugzeuge und die zweite Landebahn mit  1.500 m Länge für kleinere Flugzeuge geeignet.
Der Flughafen besitzt zwei Terminals, ein Terminal für die Luftwaffe und ein Terminal für den kommerziellen Flugbetrieb. Das Passagierterminal hat zwei Etagen. Das Einchecken findet im Erdgeschoss statt, während der Warteraum sich in der ersten Etage befindet. Dort gibt es eine Lounge, einen Gebetsraum und Restaurants.

## Betriebszeit
Der Flughafen Abdul Rachman Saleh bietet keine Abendflüge an, da er noch nicht mit einem Instrumentenlandesystem ausgestattet ist. Der letzte Flug des Tages ist um 17.00 Uhr.

## Verbindungen
| Fluggesellschaft | Flugziel                                                                   |
| ---------------- | -------------------------------------------------------------------------- |
| Batik Air        | Jakarta-Halim                                                              |
| Citilink         | Banyuwangi, Jakarta-Halim, Yogyakarta-Adisucipto, Yogyakarta-International |
| Garuda Indonesia | Jakarta-Soekarno-Hatta                                                     |
| Lion Air         | Jakarta-Soekarno-Hatta                                                     |
| Sriwijaya Air    | Jakarta-Soekarno-Hatta                                                     |
| TransNusa        | Yogyakarta-Adisucipto                                                      |
| Wings Air        | Banyuwangi, Denpasar, Yogyakarta-Adisucipto                                |